# Carl Peters
Carl Peters (27. září 1856 Neuhaus an der Elbe – 10. září 1918 Bad Harzburg) byl německý koloniální podnikatel a cestovatel. Působil především v oblasti východní Afriky a významně se zasadil o vznik zdejší německé kolonie. Od roku 1891 zde působil jako říšský komisař. Byl znám svým nelidským chováním vůči domorodcům, které také vedlo roku 1897 k jeho propuštění ze státních služeb. Za svůj život vydal několik titulů, v nichž mimo jiné popisoval své cesty východní Afrikou.

## Biografie

### Mládí
Carl Peters se narodil 27. září 1856 do rodiny Carla a Elisabeth Petersových. Studoval na gymnáziu v Lüneburgu a poté do roku 1876 na klášterní škole v Ilfeldu. Následně pokračoval ve studiu na vysokých školách v Göttingenu, Tübingenu a Berlíně, kde se věnoval především právu, filozofii, geografii a historii. Roku 1879 úspěšně odpromoval a o rok později se vydal do Anglie, kde žil u svého zámožného strýce. Během následujících čtyř let se zabýval britskými dějinami a prvky britské koloniální správy. Po svém návratu do Německa začal propagovat svoje představy koloniální politiky a podílel se na zrodu Společnosti pro německou kolonizaci (Gesellschaft für Deutsche Kolonisation),  předchůdce Německé Východoafrické společnosti. V téže době úspěšně složil habilitaci na univerzitě v Lipsku.

### Účast na německých kolonizačních projektech

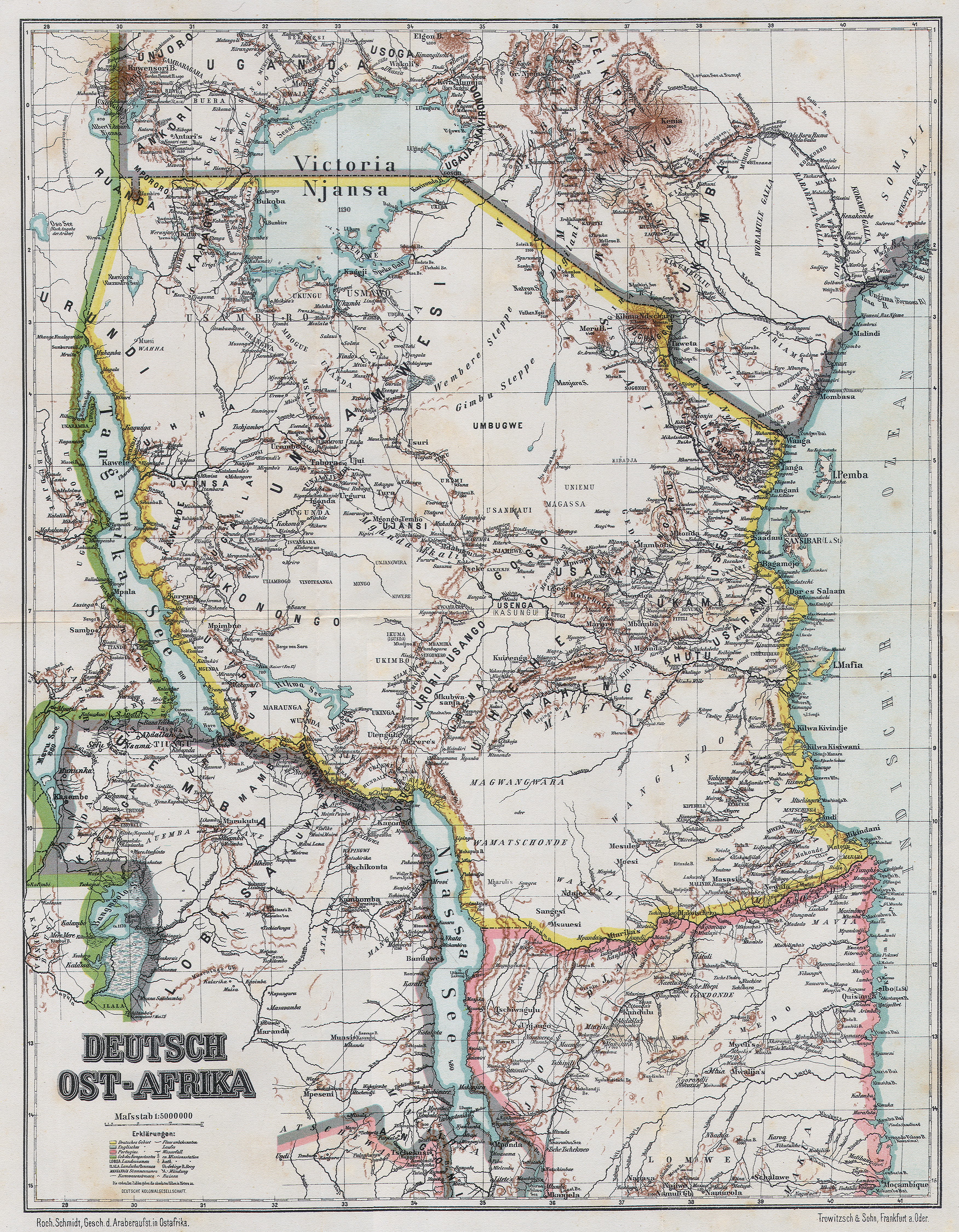
Historická mapa Německé východní Afriky z roku 1892

Na podzim roku 1884 přicestoval Peters na východoafrické pobřeží poblíž Zanzibaru, aby zde skrze jednání s arabskými a africkými vládci zajistil oblasti pro německou kolonizaci. Jeho cíl se mu podařilo splnit během zhruba šesti týdnů, načež německý císař Vilém I. smlouvy uzavřené s východoafrickými náčelníky následujícího roku potvrdil. Následně Německý kancléř Otto von Bismarck oficiálně prohlásil tato území za německý protektorát a Peters se stal předsedou nově vzniklé Německé Východoafrické společnosti.
V dalších letech se vrátil do východní Afriky, kde se mu podařilo vyjednat smlouvu o pronajmutí území se Zanzibarským sultanátem, na základě níž se plocha Německé východní afriky rozšířila na 900 000 km2. Maskováním výpravy do Equatorie za snahu osvobodit svého krajana Emina Pašu se Peters pokoušel získat další území pod německou svrchovanost, v tomto svém podniku však pro nedostatek podpory ze strany berlínské vlády neuspěl. Především smlouva uzavřená s vládcem Ugandy byla anulována takzvanou Helgolandskou smlouvou z roku 1890, která stanovila sféry vlivu ve východní Africe.
Roku 1891 byl Carl Peters jmenován říšským komisařem pro Německou východní Afriku se sídlem v oblasti kolem hory Kilimandžáro. Pro kruté a nelidská zacházení byl však povolán roku 1895 zpět do Německa a posléze o dva roky později po disciplinárním řízení propuštěn ze státních služeb. Peters poté odcestoval do Anglie, kde založil Průzkumnou společnost Dr. Carla Peterse a několik dalších sdružení a organizací, v rámci nichž organizoval další expedice především do východoafrických německých a britských teritorií a do povodí řeky Zambezi.

### Pozdější život

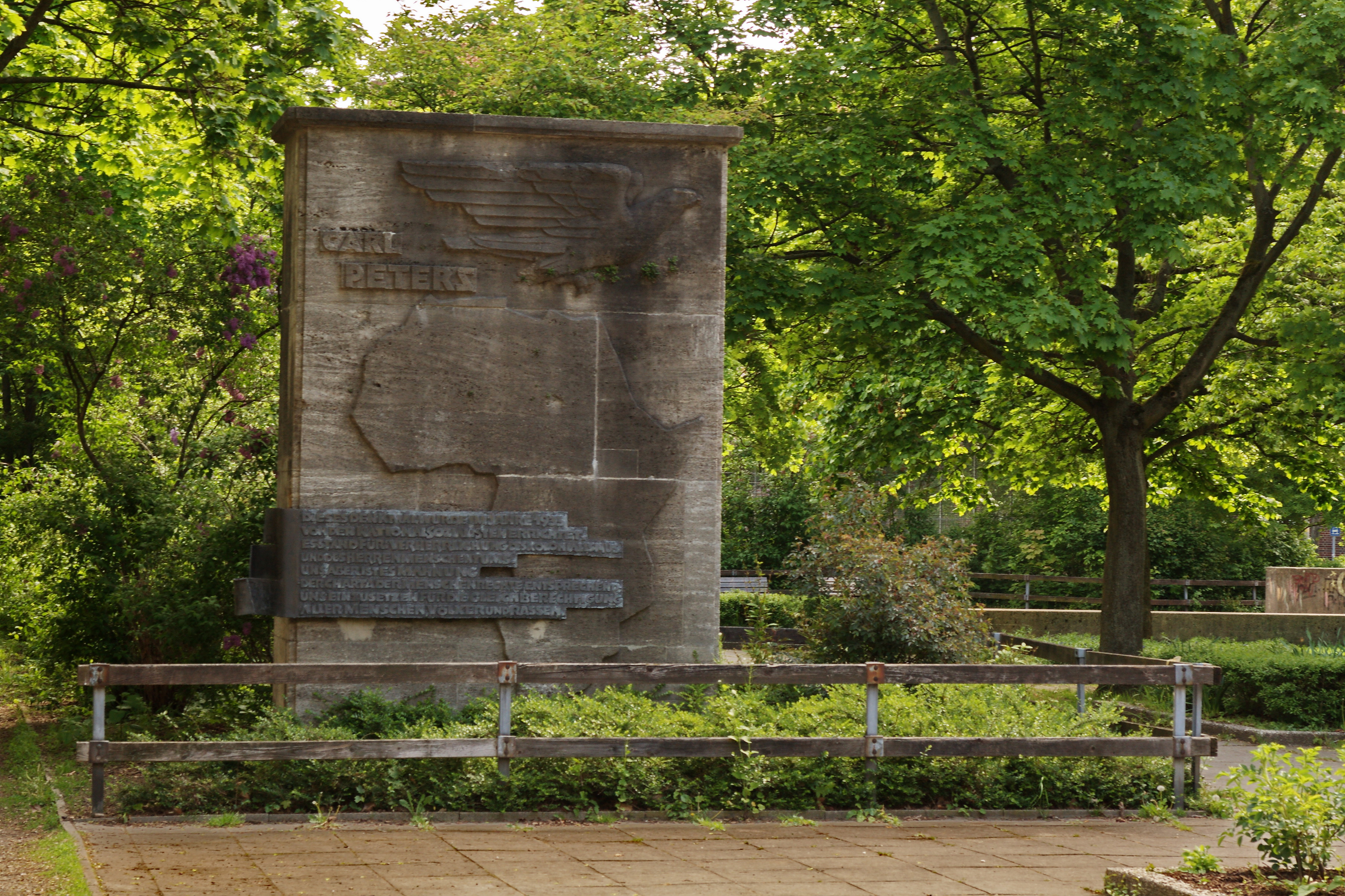
Pomník Carlu Pettersovi v Hannoveru

Roku 1909 si Peters vzal za manželku Theu Herbersovou a díky znovuzískané pozici říšského komisaře mu bylo umožněno pobírat státní penzi. Na počátku první světové války se přestěhoval nazpět do Německa. Zemřel 10. září 1918 ve městě Bad Harzburg.

## Díla
- Untersuchungen zur Geschichte des Friedens von Hannover (1879)[2]
- Willenswelt und Weltwille. Studien und ideen zu einer Weltanschauung (1883)[2]
- Die deutsche Emin-Pascha Expedition (1891)[2] (anglicky New Light on Dark Africa)[1]
- Im Goldland des Altertums (1902) (anglicky The Eldorado of the ancients)[1]
- England und die Engländer (1904)[2]
- Die Gründung von Deutsch-Ostafrika (1906)[2]
- Zur Weltpolitik (1912)[2]
- Afrikanische Köpfe (1915)[2]
- Lebenserinnerungen (1918)[2]